# Stołpce
Stołpce (biał. Стоўбцы, Stoubcy, ros. Столбцы, Stołbcy) – miasto położone na Białorusi, w obwodzie mińskim, centrum administracyjne rejonu stołpeckiego, położona przy trasie linii kolejowej Warszawa – Brześć – Baranowicze – Mińsk. Stołpce leżą nad Niemnem.
Miasto liczy 16,9 tys. mieszkańców (2018). Stołpce położone są około 70 km na południowy zachód od Mińska.
W mieście rozwinął się przemysł drzewny oraz spożywczy.

## Historia

### Okres Wielkiego Księstwa Litewskiego
Miasteczko założono w 1593 roku staraniem Halszki Kmicianki Słuszkowej, wdowy po staroście krzyczewskim Mikołaju Słuszce. W ciągu następnych 200 lat Stołpce stanowiły posiadłość rodziny Słuszków, następnie przechodząc do Czartoryskich. 
W okresie Rzeczypospolitej Obojga Narodów znajdowały się w powiecie mińskim województwa mińskiego. Stołpce uzyskały prawa magdeburskie w 1729.

### Okreszaboru rosyjskiego
Po II rozbiorze (1793) znalazły się pod władzą rosyjską. W 1796 r. stały się centrum wołosti ujezdu (powiatu) mińskiego w guberni mińskiej. 
W 1788 roku zbudowano przez Niemen drewniany most łączący Stołpce ze Świerżeniem.
Po powstaniu listopadowym władze rosyjskie skonfiskowały Stołpce Czartoryskim na rzecz skarbu państwa, a w 1833 roku zlikwidowały klasztor dominikanów. 
Po stłumieniu powstanie styczniowego 12 maja 1868 r. władze rosyjskie przekształciły kościół św. Kazimierza w cerkiew prawosławną. 
W 1867 roku było tu 301 domów i 2035 mieszkańców.  
Podczas I wojny światowej w lutym 1918 Stołpce zostały zajęte przez wojska niemieckie. 

### Okres II Rzeczypospolitej
Były miastem stołecznym ówczesnego powiatu stołpeckiego w dawnym województwie nowogródzkim. W Stołpcach mieściła się graniczna stacja kolejowa przed granicą polsko-radziecką. Siedziba stacjonowania polskich wojsk lotniczych, istniało duże lotnisko wojskowe.
W nocy z 3 na 4 sierpnia 1924 roku miasto zostało napadnięte przez uzbrojoną grupę dywersantów sowieckich, wcześniej dostarczonych na granicę polsko-sowiecką ciężarówkami Armii Czerwonej. Dywersanci zabili 7 policjantów i urzędnika starostwa, sterroryzowali i ograbili miejscowość. Był to najgłośniejszy, lecz nie jedyny przypadek napaści zbrojnych grup z ZSRR na terytorium Polski. Bezpośrednio po nim władze polskie podjęły decyzję o utworzeniu Korpusu Ochrony Pogranicza.
Za II Rzeczypospolitej miejscowość była siedzibą wiejskiej gminy Stołpce. W okresie od 17 maja do 30 września 1926 roku firma „J.Pawlikowski” z Warszawy wybudowała w Stołpcach nowy dworzec kolejowy. Do 17 września 1939 roku miasto było garnizonem macierzystym batalionu KOP „Stołpce”, 9 szwadronu kawalerii KOP i placówki wywiadowczej KOP nr 5.

Stołpce w II Rzeczypospolitej:
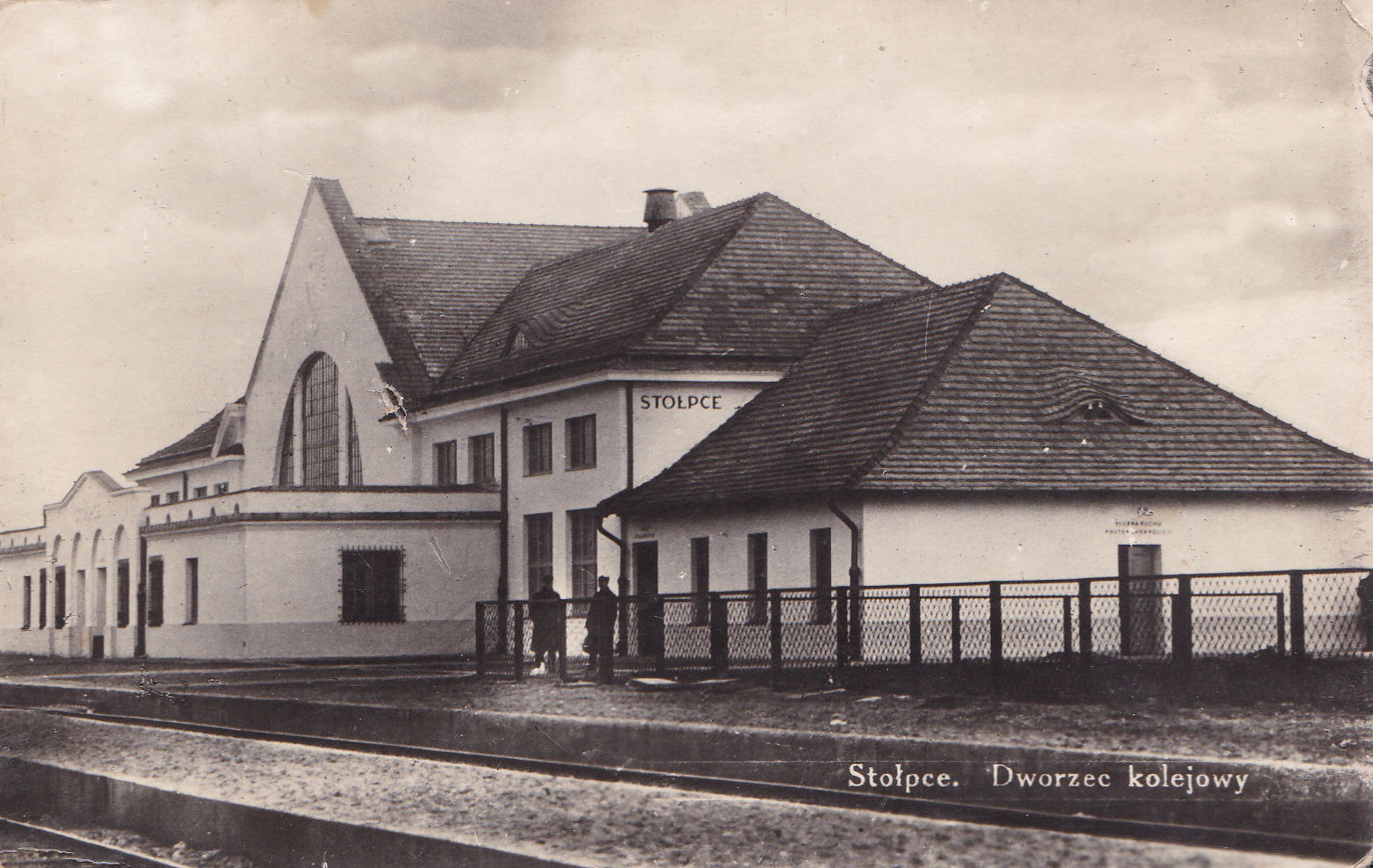
Dworzec kolejowy
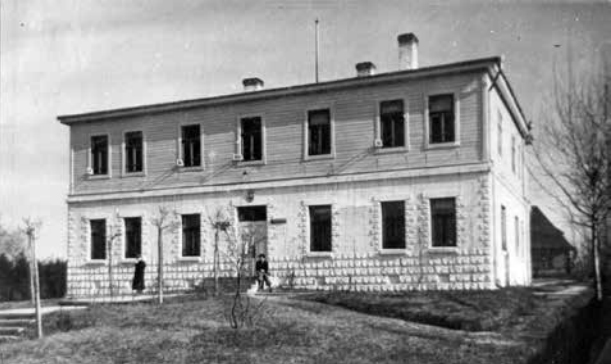
Starostwo
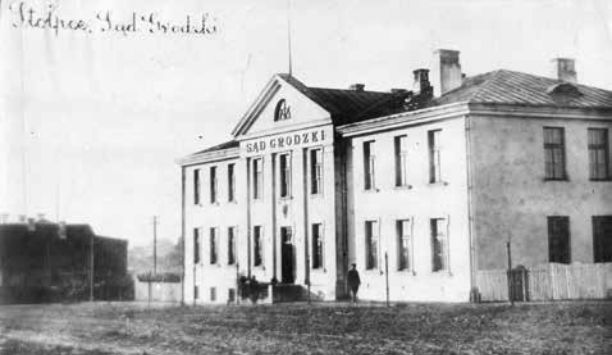
Sąd Grodzki
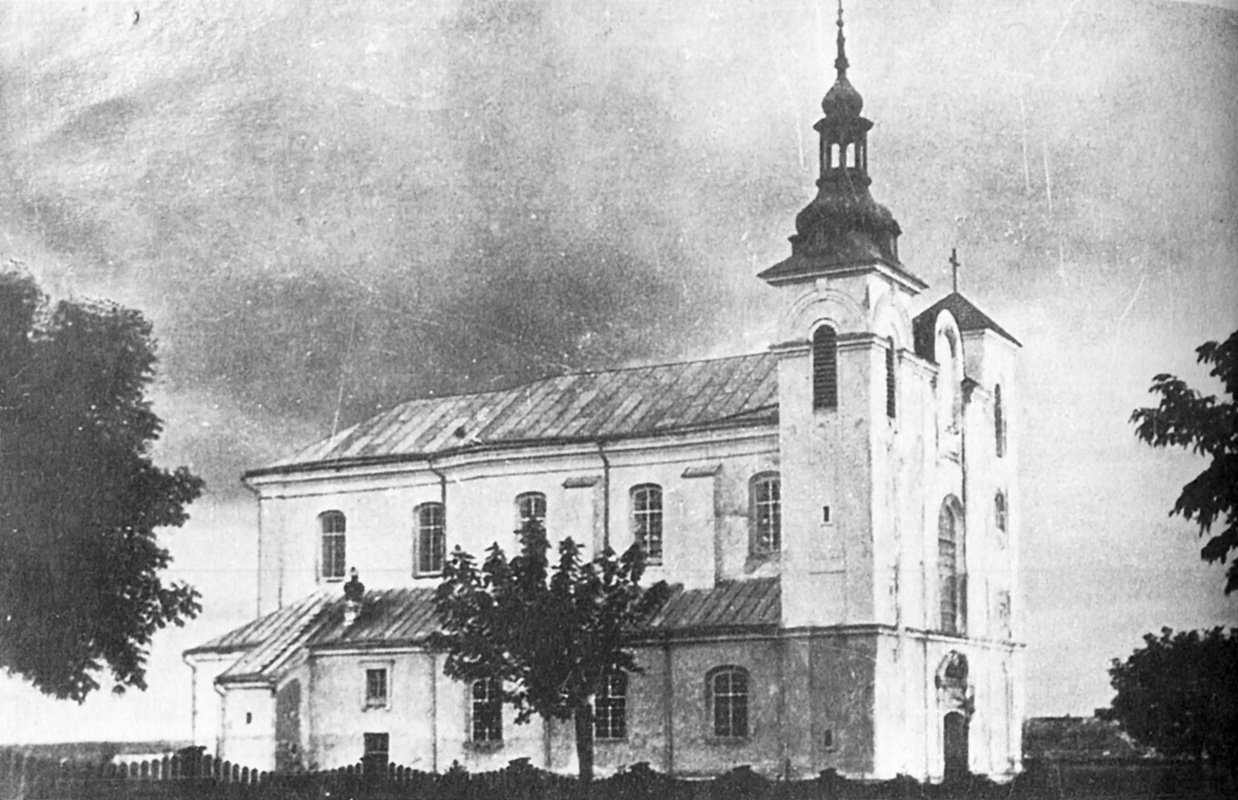
Kościół św. Kazimierza
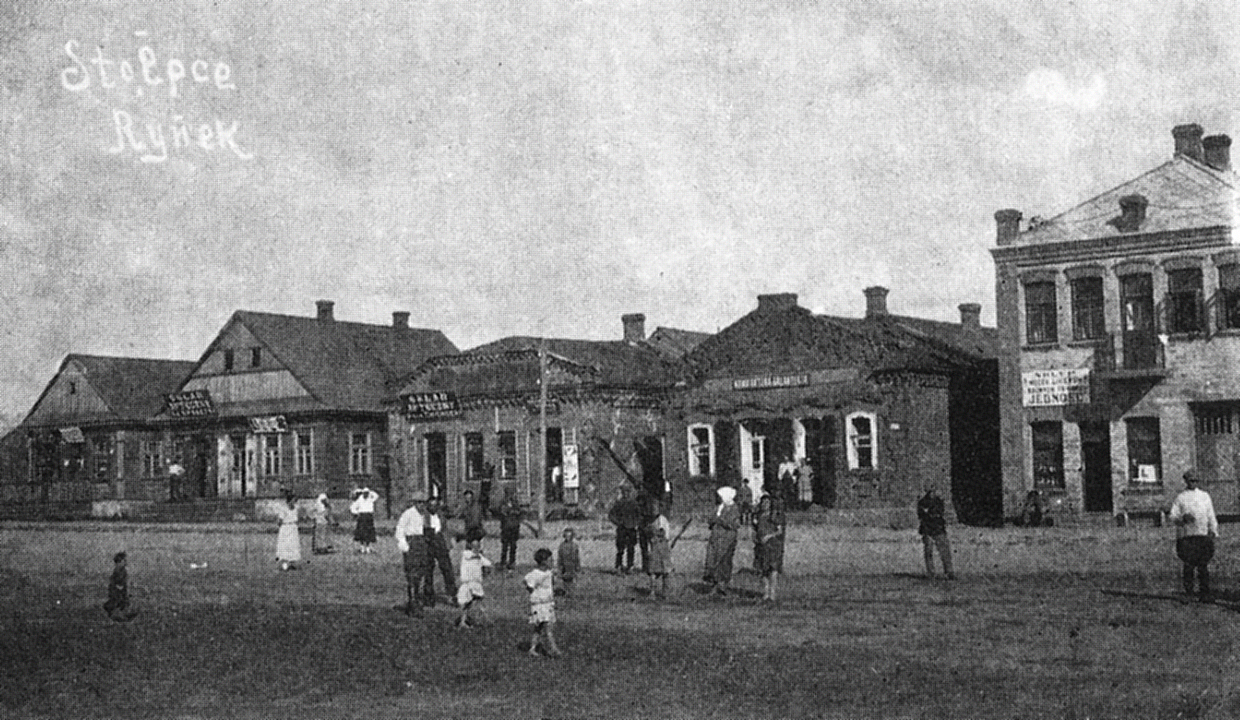
Rynek
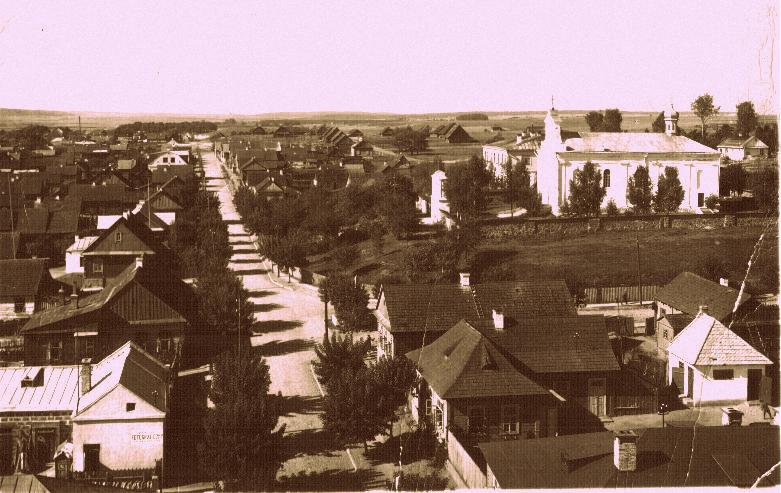
Panorama

### II wojna światowa
Po zbrojnej agresji ZSRR na Polskę 17 września 1939 r. wschodnie tereny II Rzeczypospolitej były kontrolowane przez Armię Czerwoną, a mieszkający tam Polacy poddani represjom. 10 lutego 1940 r. rozpoczęła się pierwsza, masowa deportacja ludności polskiej w głąb ZSRR. Transport ze Stołpców kompletowano przez tydzień. Wywożono przede wszystkim osadników wojskowych, średnich i niższych urzędników państwowych, służbę leśną oraz pracowników PKP. Zabierano całe rodziny. Zesłańców ze Stołpców wywieziono do republiki Komi, gdzie pracowali głównie przy wyrębie lasu.
W czasie niemieckiej okupacji w latach 1943–1944 w Stołpcach działała podziemna polska szkoła. Tajne nauczanie prowadził były sędzia Sądu Grodzkiego A. Rhode (lub J. Rhode). Lekcje odbywały się według przedwojennego programu polskich szkół gimnazjalnych, co drugi dzień, w mieszkaniu J. Urbanowicza. Nauczyciel zginął na oczach swoich uczniów w okolicach dnia 6 lipca 1944 roku, podczas wielodniowego oblężenia miasta przez wojska sowieckie.
Miejscowa ludność żydowska skoncentrowana w tutejszym getcie (ponad 3500 ludzi) została wymordowana przez nazistów do końca stycznia 1943 r.

## Zabytki
- Cerkiew prawosławna św. Anny, barokowo-klasycystyczna z 1825 r. fundacji Czartoryskich.
- Pozostałości dwóch kolonii dla urzędników z około 1925 roku, proj. Kazimierz Saski
- cmentarz polski

## Galeria

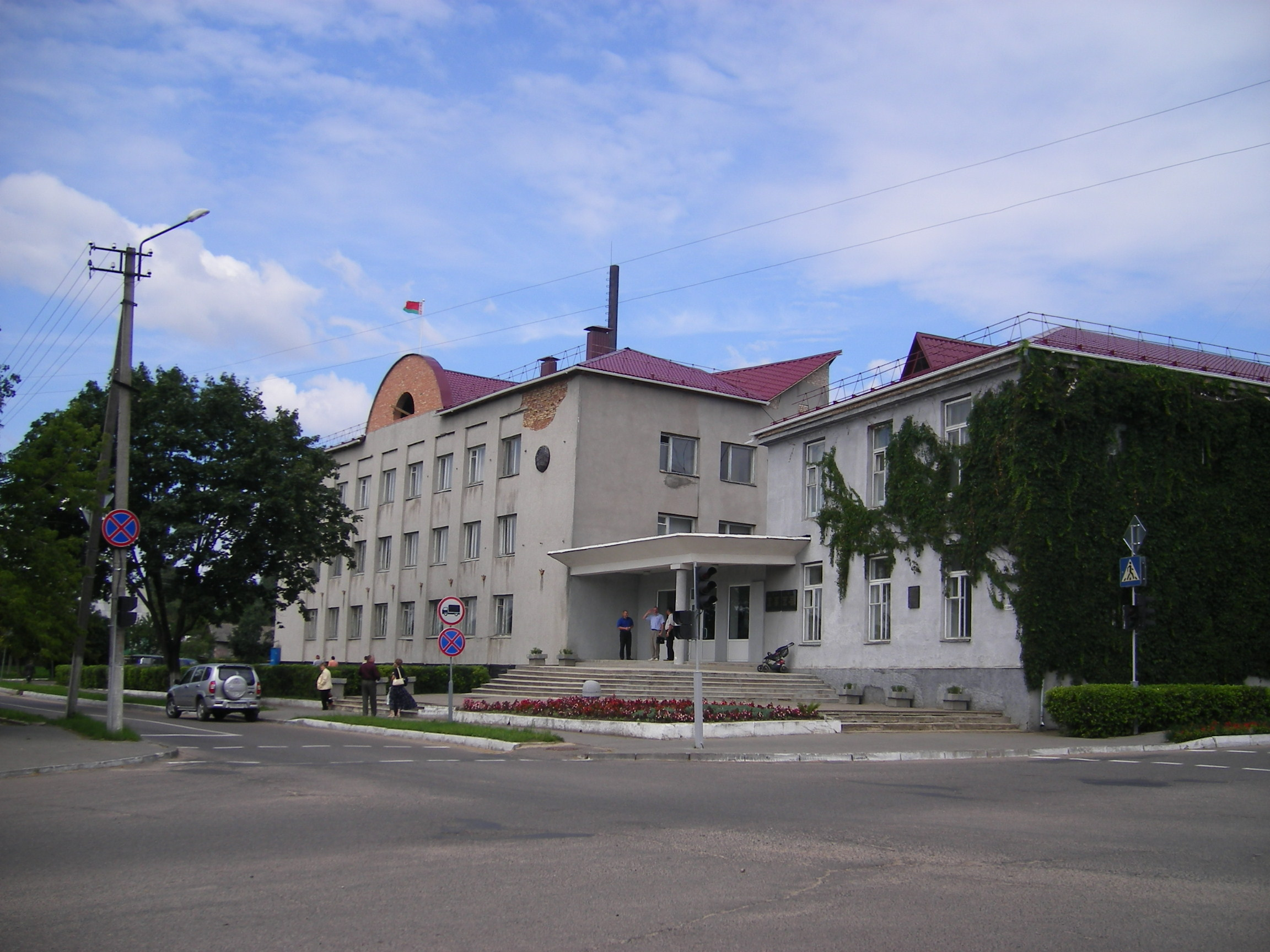
Budynek administracji rejonu
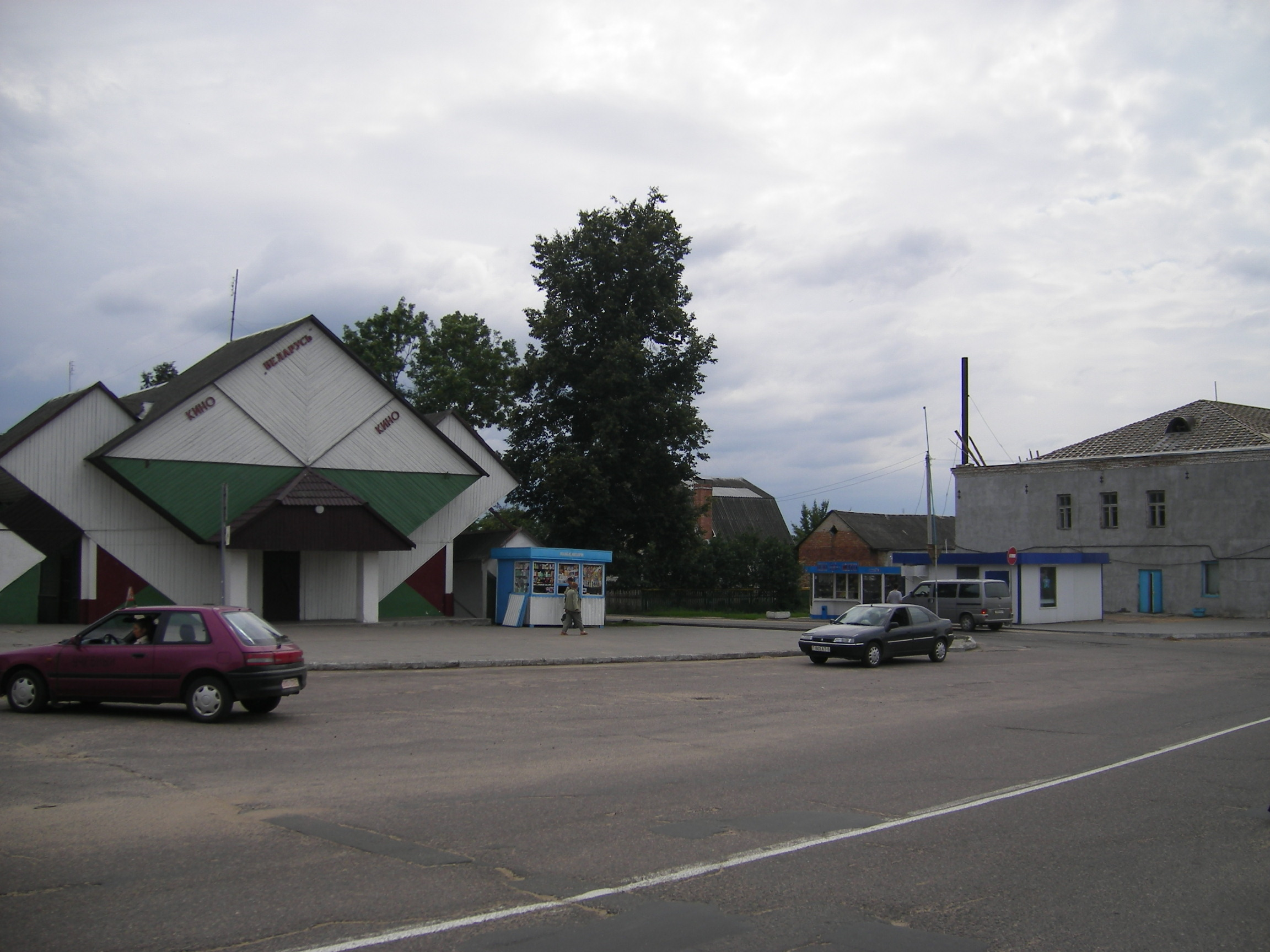
Ulica miasta
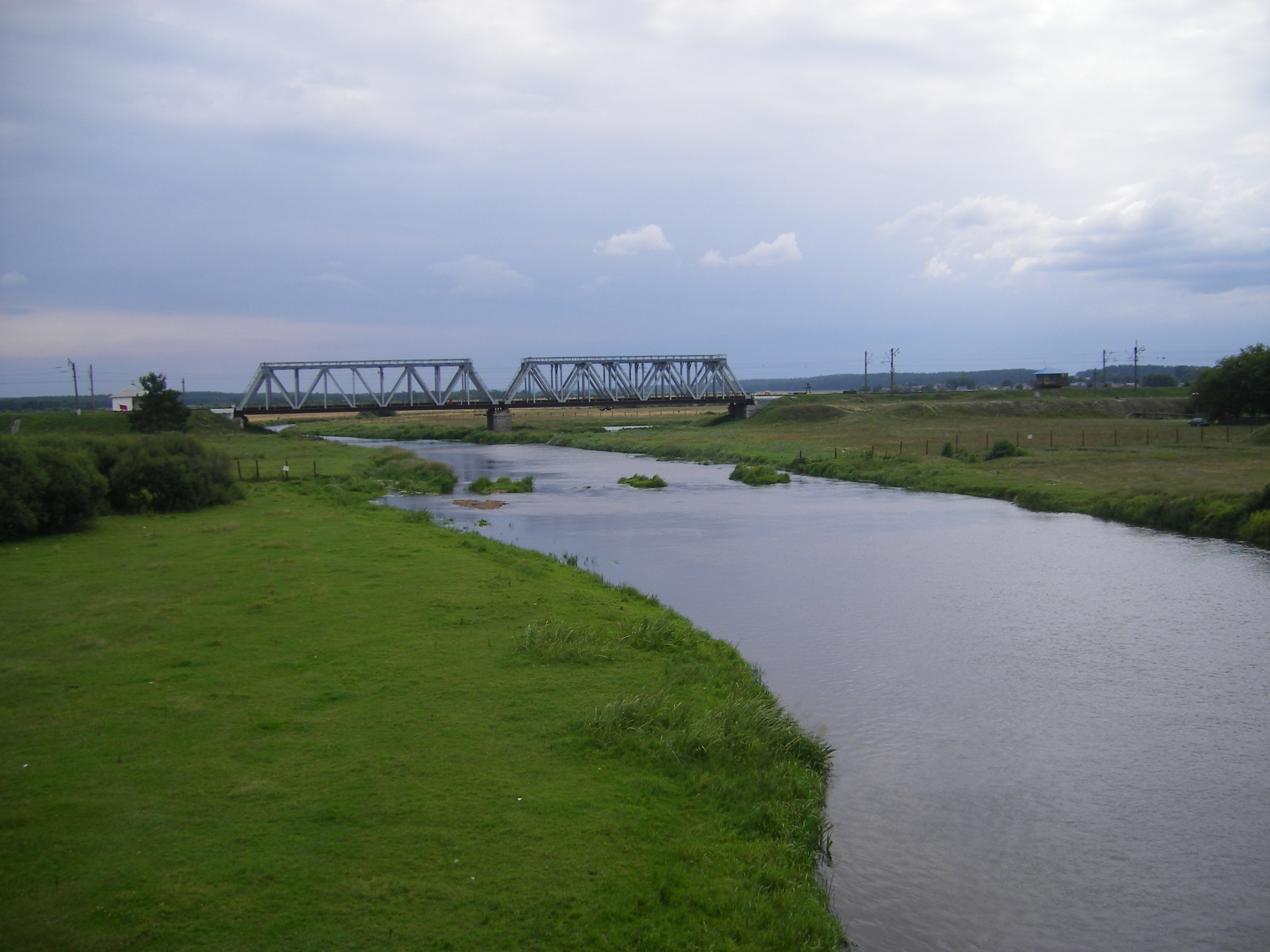
Most kolejowy na rzece Niemen
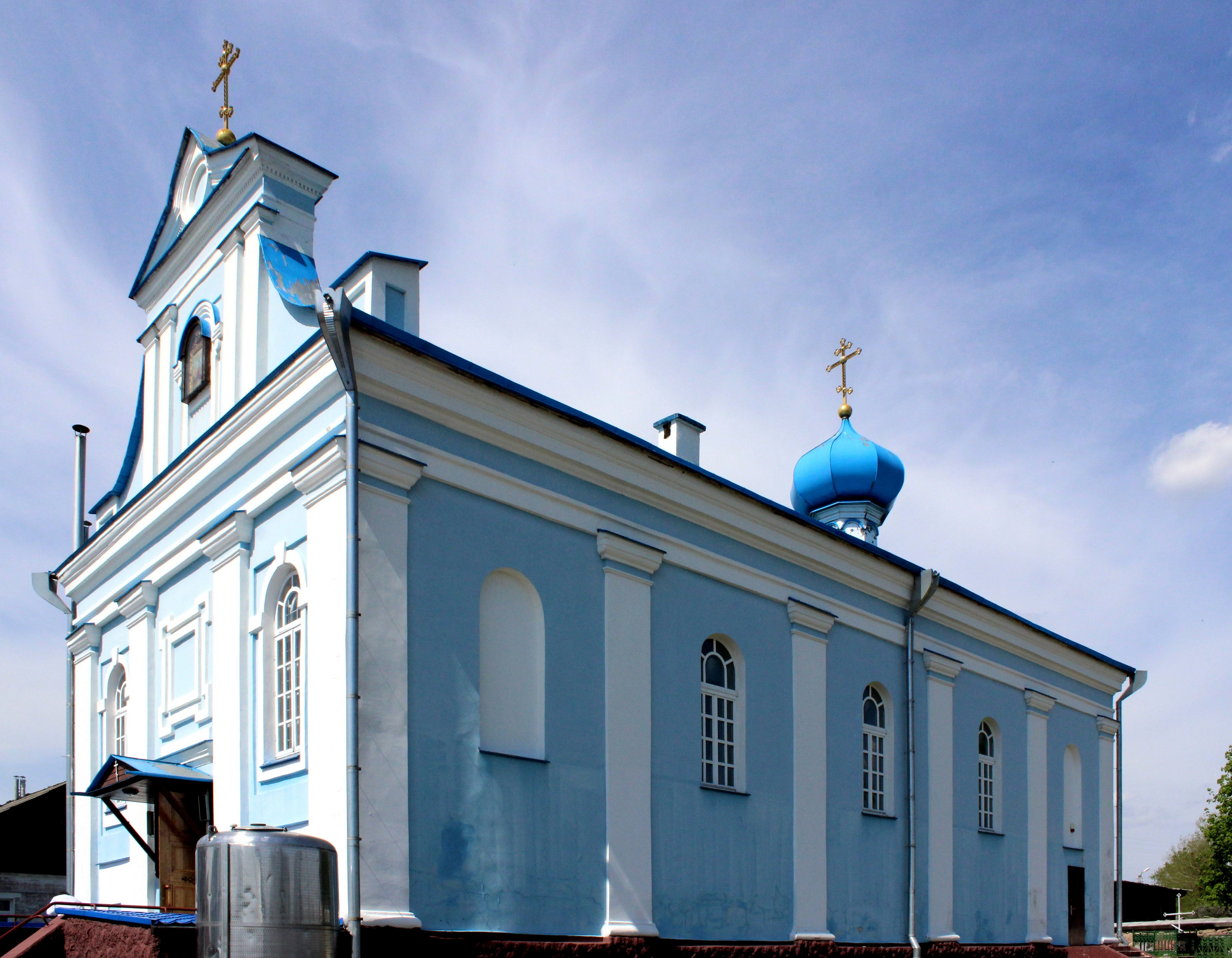
Cerkiew św. Anny
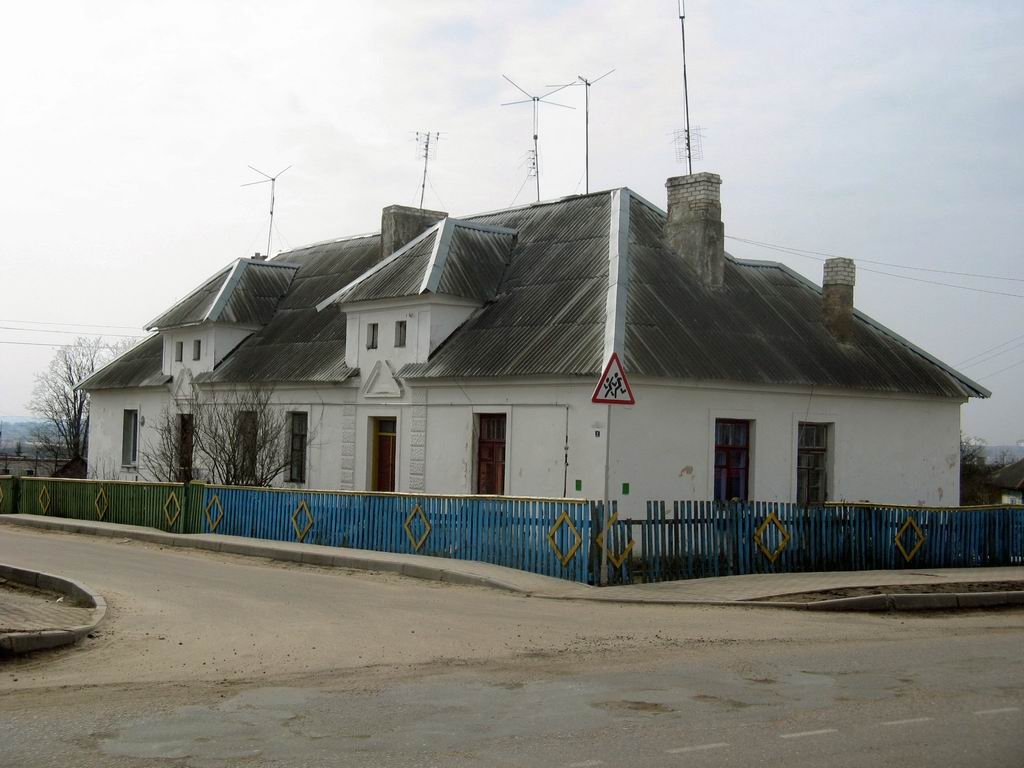
Dom z czasów II RP
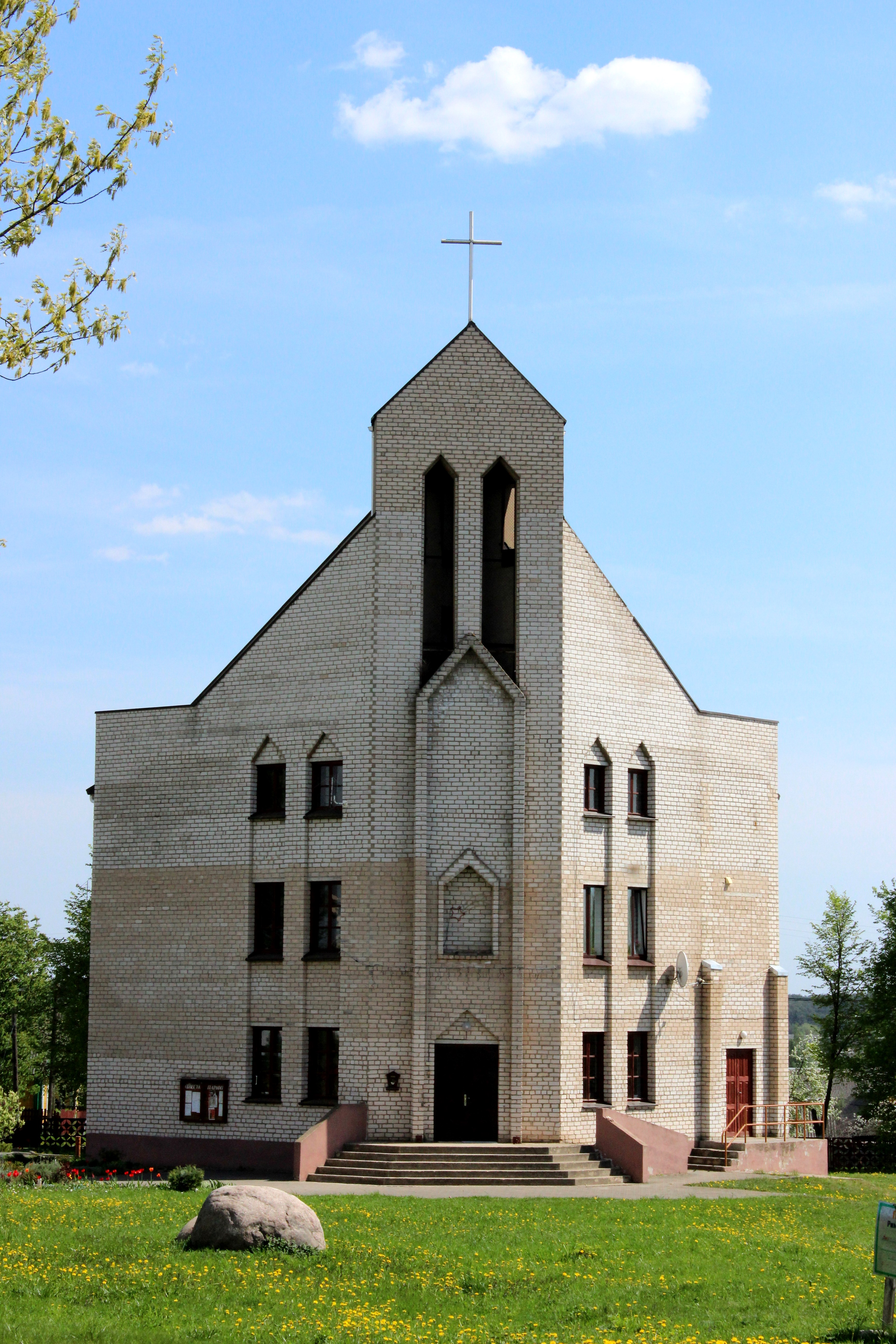
Kościół św. Kazimierza (nowy)
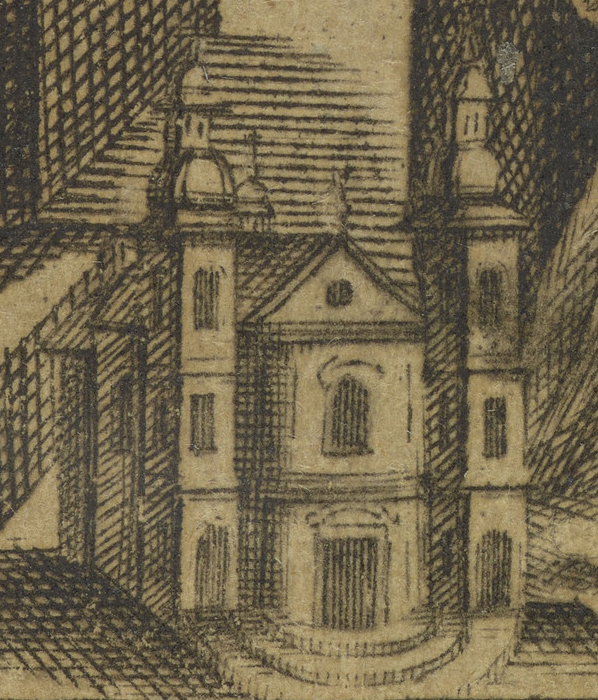
Kościół Dominikanów 1751-1770
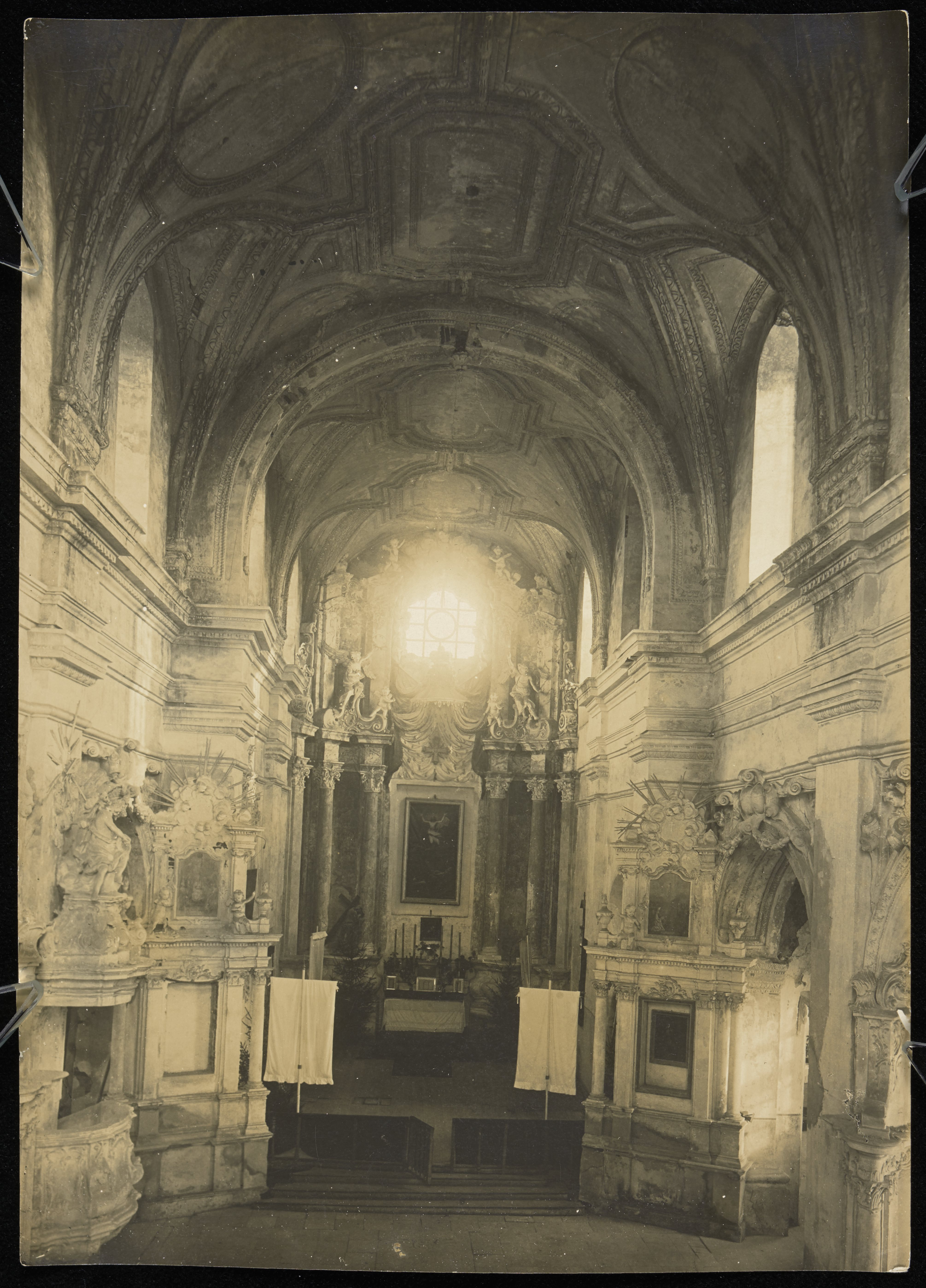
Kościół Dominikanów - ołtarz
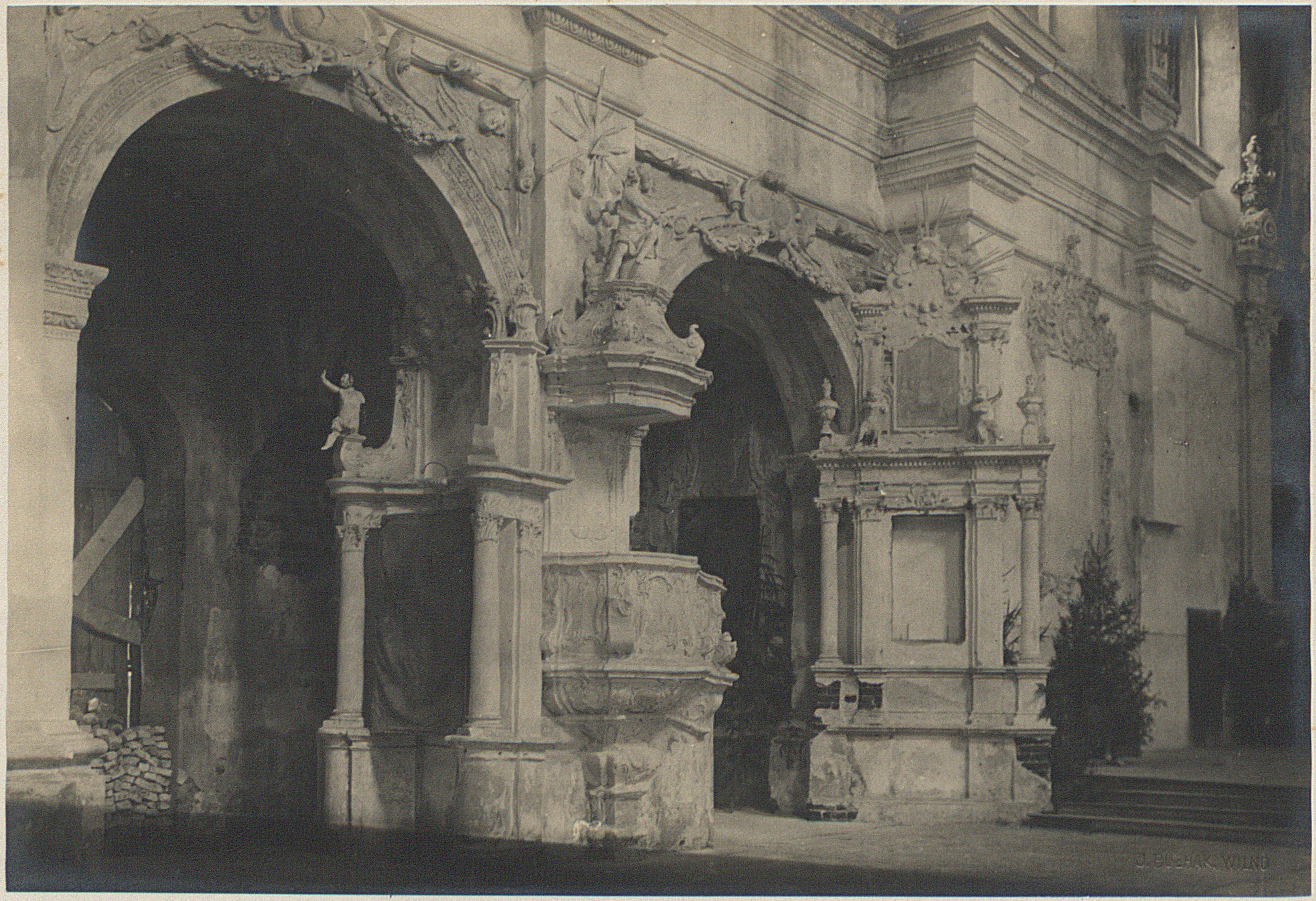
Kościół Dominikanów - wnętrze

## Osoby związane ze Stołpcami
- W roku 1644 zmarł tu ojciec Fabian Maliszowski – przeor dominikanów.
- W roku 1889 w Stołpcach urodził się Jerzy Sobolewski – białoruski publicysta i pisarz.
- W roku 1923 urodziła się tu polska śpiewaczka operowa i operetkowa – Halina Mickiewiczówna.
- W roku 1936 urodziła się tu białoruska polityk emigracyjna, formalnie głowa „państwa” na uchodźstwie Iwonka Surwiłła.